# Lampranthus occultans
Lampranthus occultans är en isörtsväxtart som beskrevs av L. Bol. Lampranthus occultans ingår i släktet Lampranthus och familjen isörtsväxter. Inga underarter finns listade i Catalogue of Life.